# Liberalt Oplysnings Forbund
Liberalt Oplysnings Forbund (LOF), bildades i september 1945 av Venstre, Venstres Ungdom och Venstres Kvinder. Organisationen har som mål att främja ett "liberalt upplysningsarbete" inom områden som kultur, ekonomi och andra politiska områden. Man anordnar undervisning via bl.a. aftonskolor, samt annan bildningsverksamhet genom föredrag, debattmöten, upplevelser m.m. Förbundet består av många lokala avdelningar, fördelade över hela Danmark, som står för aktiviteterna. Förbundet är medlem av Dansk Folkeoplysnings Samråd och Unicef i Danmark.
Liberalt Oplysnings Forbunds värdegrund påstås vila på tre punkter: Respekten för den enskilda deltagaren och friheten att vara annorlunda, undervisning som bygger på vetande och insikt som kan göra den enskilda kapabel att ta ansvar för sitt eget liv, samt upplevelser i undervisningen som kan stärka den enskildes livsglädje.

## Ordföranden
- 1945-1948: S.P. Larsen
- 1948-1954: Mads R. Hartling
- 1954-1968: Arne Fog Pedersen
- 1968-1969: Hans Bagge
- 1969-?: Evan Jensen
- 1975-1978: Tove Nielsen
- 1981-1985: Povl Brøndsted
- 1985-1988: Birthe Rønn Hornbech
- 1988-1989: Ester Larsen
- 1989-2005: Gunnar Glindvad Kristensen
- 2005: Sonny Berthold